# Mariotta
Mariotta is een opera, zangspel van Niels Gade, het zou zijn enige blijven. Voorganger Siegfried og Brunhilde en de latere Judith bleven onvoltooid. Het libretto in Frans was van Eugène Scribe, Carl Borgaard leverde de Deense vertaling. De opera/zangspel werd in totaal negen keer uitgevoerd, maar belandde geheel op de achtergrond. 
Het zangspel bleef wel “bekend” door enkele onderdelen:
- de ouverture Mariotta, een concertouverture
- recitativ og romance, een lied
- romance, een lied.